# إزيكييل سكاريوني
ايزيكيل سكاريوني (ولد 14 يوليو 1985) هو لاعب خط وسط أرجنتيني، يلعب حاليا لنادي أنقرة غوجو في الدوري التركي الممتاز .

## التمثيل الدولي
في عام 2006 ، لعب مع منتخب الأرجنتين لكرة القدم تحت 20 سنة . 

## روابط خارجية
- إزيكييل سكاريوني على موقع اتحاد تركيا (لاعب) (الإنجليزية)
- إزيكييل سكاريوني على موقع قاعدة بيانات كرة القدم.إي يو (الإنجليزية)
- إزيكييل سكاريوني على موقع Soccerway.com (الإنجليزية)
- إزيكييل سكاريوني على موقع عالم كرة القدم.نت (الإنجليزية)
- Weltfussball الشخصي
- "Guardian statistics". مؤرشف من الأصل في 2012-09-09. اطلع عليه بتاريخ 2009-09-16.
- "Player Profile". مؤرشف من الأصل في 2012-12-09. اطلع عليه بتاريخ 2019-04-29.